# سید هادی میرمیران
سید هادی میرمیران (۲۳ اسفند ۱۳۲۳، قزوین - ۲۹ فروردین ۱۳۸۵ برلین) مهندس، استاد دانشگاه و معمار ایرانی بود.
او چهار دهه فعالیت حرفه‌ای کرد. از میان آثار وی می‌توان به طراحی شهر جدید بهارستان در اصفهان، ساختمان کانون وکلای دادگستری مرکز، ساختمان کنسولگری ایران در فرانکفورت، ساختمان مرکزی بانک توسعه صادرات ایران، ساختمان مجموعه ورزشی رفسنجان، طرح ساختمان کتابخانه ملی ایران (اجرا نشده)، طرح ساختمان فرهنگستان‌های جمهوری اسلامی ایران (اجرا نشده) و طرح ساختمان موزه ملی آب (اجرا نشده) اشاره کرد. از مهم‌ترین ویژگی‌های او حفظ پیوستار و روح معماری کهن ایران با روش‌های نوین طراحی بود.

## زندگی
سید هادی میرمیران در ۲۳ اسفند ۱۳۲۳ در شهر قزوین به دنیا آمد. تحصیلات خود را در رشته مهندسی معماری در دانشکده هنرهای زیبای دانشگاه تهران به انجام رساند و با ارزشیابی عالی فارغ‌التحصیل شد. از سال ۱۳۴۳ تا سال ۱۳۵۷ در دفتر فنی شرکت ملی فولاد ایران مشغول به کار گردید. پس از انقلاب از سال ۱۳۵۸ با عنوان مدیر طراحی در شرکت خانه‌سازی ایران (اصفهان) به طراحی پروژه‌های شهرسازی پرداخت. در سال ۱۳۶۴ به همراه گروهی از همکارانش شرکت مهندسان مشاور نقش جهان-پارس را تأسیس نمود و تا واپسین روزهای حیات در این شرکت مشغول به کار بود.
وی در شامگاه ۲۹ فروردین ۱۳۸۵ پس از یک دوره ده ساله نبرد با بیماری سرطان، درگذشت.

## اظهارات دیگران
- علیرضا قهاری رئیس انجمن مفاخر معماری ایران: انتخاب اصفهان به عنوان پایتخت دائمی فرهنگی ایران و نیز تأسیس موزه ملی معماری، دو پیشنهاد اساسی و مهم میرمیران در روزهای پایان حیاتش بوده است. او به جمعیت، انجمن، شهر و استان خاصی تعلق ندارد، بلکه یک معمار ملی است، با ایده‌های شرقی و پشتوانه باشکوه معماری فاخر و اصیل ایرانی.[۱]

هادی میرمیران به نظرایرج اعتصام سرآغاز نسل جدید معماری ایران است، در کشوری که سنت معماری غنی و دیرینه دارد، سنتی که میرمیران آن را عمیقاً می‌شناسد و به آن عشق می‌ورزد ولی هرگز حاضر به تقلید سطحی و شکلی گذشته آن نسیت بلکه با تمام وجود خصوصیات را حس می‌کند و به آن بها می‌دهد که خواه ناخواه در محصولات معماری آن منعکس شده و خواهد شد

## مهم‌ترین ویژگی‌های کارهای میرمیران
- حفظ روح معماری کهن ایران با روش‌های نوین طراحی.
- توجه و تأکید بر «زمینه» و «تاریخ»، با هدف احیای فرهنگ ایرانی ـ اسلامی
- ایجاد پیوند و بهره‌گیری از میراث گذشته حرکتی مستمر از «صورت» به «معنی»، یا از «فرم» به «مفهوم»
- رهایی از قید «فرمها و الگوها» ی گذشته
- توجه و تأکید بر «فضا» به عنوان جوهر اصلی و مهم‌ترین موضوع معماری
- تکیه بر الگوها و فرمهای تاریخی [نیازمند منبع]

## رویکرد شکلی معماری هادی میر میران
آثار معماری میر میران را می‌توان در سه گرایش شکلی دسته‌بندی کرد:
۱. استفاده از دیاگرام فرم، آثار معماری میر میران در پروژه‌های ابتدای دههٔ هفتاد خورشیدی، از این روش در طراحی کارهای معماری خود استفاده کرده است. در این روش، او با انتخاب دیاگرام فرم یک اثر معماری، طراحی را آغاز کرده _ یا به تعبیر بهرام شیردل، معماری را از معماری شروع می‌کند_ و در روند طراحی، گاهی پروژه تا آخر تحت تأثیر همان دیاگرام اولیه باقی‌مانده و گاهی دچار تغییرات شگرفی شده است مانند پروژه کتابخانهٔ ملی ایران(۱۳۷۳).
۲. استفاده از دیاگرام فرم آثار هنری و طبیعت، در این مرحله میر میران با استفاده از فرم‌های موجود در طبیعت یا آثار هنری موجود شروع به طراحی کرده اما، در روند طراحی، کاملاً از آن‌ها فاصله گرفته و به پروژه‌ای با دیاگرام متفاوت دست می‌یابد. او در پروژه موزهٔ ملی آب ایران(۱۳۷۴) از خواص شکلی دو عنصر آب و خاک استفاده می‌کند و در پروژهٔ بانک توسعه صادرات ایران (۱۳۷۶) از فرم مکعبی شکل استفاده کرده که شکافی در آن قرار دارد و یادآور فرم گاو صندوقی است که درش اندکی بازمانده است.
۳. استفاده از دیاگرام دو فرم و فضای بینابین این دیاگرام را می‌توان در آثار گذشتهٔ میرمیران هم مشاهده کرد، اما در چند پروژهٔ متأخر نقش اساسی را در ساماندهی پروژه‌ها به عهده می‌گیرد. خصوصیت اصلی این فضای بینابین ترکیب شدن با فضاهای عمومی و شهری است. مانندپروژهٔ کانون وکلای دادگستری تهران(۱۳۸۰_۱۳۷۴)از جمله آثاری است که در آن از دیاگرام دو فرم و فضای بینابین استفاده شده است.

## آثار میرمیران

### طرح مجتمع مسکونیایل گلیتبریز- ۱۹۹۳
زمین این مجتمع مسکونی را در جنوب شرقی شهر تبریز و در شمال غربی باغ ملی ایل بیگی واقع شده است. در طراحی این مجموعه مسکونی کوشش شده است که از امکانات متناسب دید و منظر طبیعی و حضور باغ ملی ایل گلی که در مجاورت آن قرار دارد استفاده شود. در این مجتمع مسکونی که به صورت آپارتمانی است واحدهای مسکونی یک تا چهار خوابه، مراکز اداری و خدماتی، فروشگاه‌ها و سالن اجتماعات طراحی شده است. الگوی اصلی طراحی مجموعه استقرار واحدهای مسکونی در اطراف یک فضای باز مرکزی، هم محور با باغ ایل گلی است. این فضای باز به صورت صفه‌ای در نظر گرفته شده است که در زیر آن مراکز خدماتی و سرویس مجموعه قرار گرفته است و دیدی عالی بر تمامی شهر تبریز را دارد. واحدهای مسکونی به صورت دو نوار ساختمانی و طبقه در اضلاع این فضا قرار گرفته و در میان آن‌ها یک برج پانزده طبقه پیش‌بینی شده است که دید عالی به شهر تبریز و مجموعه استخر ایل گلی دارد. در دل این برج یک گشادگی وسیع در نظر گرفته شده که دید به تبریز را از روی صفحه امکان‌پذیر سازد. کل زیربنای این مجموعه ۱۷۵ هزار هکتار متر مربع است که ۷۲ درصد به مسکونی و بقیه به فضاهای کمکی دیگر از قبیل خدمات، ارتباطات، پارکینگ و جز آن اختصاص یافته است.

### طرح شهر جدید بهارستان - ۱۹۹۳
بهارستان اولین شهر جدید پس از انقلاب اسلامی و یکی از بزرگ‌ترین شهرهای جدید کشور که به عنوان یکی از موفق‌ترین پروژه‌های بزرگ مسکونی در بین شهرهای جدید کشور مطرح است.
موقعیت شهرجدید بهارستان در فاصله ۱۵کیلومتری جنوب اصفهان ودرمحورشرقی جاده اصفهان – شیراز قرارگرفته است.
ویژگی‌های شهریکاربری‌های در نظر گرفته شده برای شهر مساجد، کتابخانه، سینما، مراکز تاریخی، مراکز ورزشی، بانک‌ها، ایستگاه آتش‌نشانی، بوستان‌ها، مرکز انتظامی، مراکز درمانی، داروخانه‌ها، دکه‌های روزنامه فروشی، نانوایی‌ها، پمپ بنزین‌ها، نمایندگی‌های خودرو، پمپ بنزین‌ها، نمایندگی‌های خودرو، سازمان‌های دولتی، دانشگاه‌ها، مدارس، مسیرهای ایاب و ذهاب به شهر اصفهان.
امکانات آموزشی و تفریحی
این شهر دارای چند کتابخانه، سه دانشگاه و چند مدرسه در مقاطع دبستان، راهنمایی و دبیرستان، یک بوستان در دامنه کوه و یک دریاچه مصنوعی بنام دریاچه زیتون در این شهر وجود دارد.
معضلات شهر
نبود بیمارستان، با توجه به جمعیت زیاد این شهر، آسفالت خراب این شهر، کمبود وسایل نقلیه در فازهای ۲ و ۳، ساخته نشدن محور میانی، نداشتن قبرستان، نداشتن سینما و تئاتر، کمبود فضای سبز و نبود پارک و تفریحگاه در فاز ۲ و 3

### مجموعه ورزشی رفسنجان- ۱۹۹۴
مجموعه ورزشی رفسنجان یکی از سه ساختمان مجتمع فرهنگی، ورزشی رفسنجان است. بنا دارای دو بخش اصلی است: استخرهای سرپوشیده و روباز و سالنهای ورزشی. بافت به هم پیوسته و کویری رفسنجان عناصری مانند حیاط مرکزی، آب‌انبار و یخچال را در خود جای می‌دهد. دستمایه اصلی طرح مجموعه فرهنگی – ورزشی با الهام از کالبد یکی از بناهای شاخص معماری سنتی منطقه در حومه رفسنجان شکل یافته است. این بنا که یکی از یخچال‌های قدیمی رفسنجان است با تدابیر معماری که شکل و کارکرد نوینی برای آن ایجاد کرده و به شکل حاضر درآمده است.
کالبد مجموعه از دو قسمت متمایز تشکیل شده است:
- بخش غیر شفاف و بخش شفاف.
- بخش غیر شفاف که برگرفته از مخازن گنبدی شکل یخچال است، حجمی به شکل مخروط ناقص دارد و بخش شفاف که تداعی دیواره بلند یخچال را دارد با پوشش مورب کاملاً شفاف است، تضاد این دو بخش در کالبد بنا از ویژگی‌های اصلی معماری آن است. پیوند دهنده این دو بخش دیواره و مخروط، ورودی و فضای اصلی تقسیم مجموعه است. دو جلوه خارجی متضاد درون را به هم متصل و با هم یکپارچه می‌کند و دیوار بلند و کشیده تکیه‌گاه سقف استخر پس از ایفای نقش مفهومی خود در تکمیل معماری، از مرکز مخروط شروع می‌شود و با گسترش چادری بزرگ و شفاف بر روی زمین، بازوی خود را در پاسخ انحنای مخروط خم می‌کند و می‌بندد نکته درخورد توجه اینکه تنوع فضاهای مورد نیاز مانند سونای خشک و بخار، اتاق ماساژ، بدنسازی، رختکنها، دوشها و سرویس‌ها، انبار، موتورخانه و تصفیه خانه در زیرزمین، بوفه، فروشگاه، جایگاه تماشاچیان، اتاق مربی، و قسمت اداری در همکف و رستوران در نیم طبقه‌ای مشرف به استخر فضای کلی و خالصی را که از ترکیب یک دیوار بلند و طویل با یک مخروط حاصل شده است مخدوش نکرده‌اند. سادگی بیرونی بنا در کل فضای درونی و در تقسیمات بسیار متنوع آن نیز تبلور یافته و حضور متشخصی را معرفی و عرضه می‌کند[۵]

## پیشینهٔ آموزشی
- مدرس مدعو معماری، دانشکده هنر و معماری، دانشگاه آزاد اسلامی واحد تهران، ۱۳۷۱ تا ۱۳۸۵
- مدرس مدعو معماری، دانشکده معماری، دانشگاه علم و صنعت ایران، ۱۳۶۹ تا ۱۳۷۵
- مدرس مدعو معماری، دانشکده معماری، دانشگاه آزاد اسلامی، واحد شیراز و همدان از سال ۱۳۷۵ تا ۱۳۸۵

## افتخارات
- مشاور برگزیده وزارت مسکن و شهرسازی به عنوان "بهترین مشاور شهرسازی"- ۱۳۷۰
- جایزه اول در مسابقه شرکت خانه‌سازی ایران برای " مجتمع ایل گلی تبریز"- ۱۳۷۱
- مقام اول (جایزه آبادی) در مسابقه برگزار شده توسط مرکز مطالعات و پژوهشهای معماری و شهرسازی برای "طرح احیاء مجموعه کریمخانی شیراز" -۱۳۷۲
- مقام اول در مسابقه برگزار شده توسط مرکز مطالعات و پژوهشهای معماری و شهرسازی ایران برای " طرح آماده‌سازی اراضی شهر جدید بهارستان"-۱۳۷۲
- جایزه نخست و مقام اول در مسابقه فرهنگستانهای جمهوری اسلامی ایران- ۱۳۷۳
- جایزه نخست و مقام اول برای طرح موزه مرکز اسناد ریاست جمهوری، رفسنجان-۱۳۷۳
- جایزه نخست و مقام اول در مسابقه طراحی بدنه شرقی چهار باغ اصفهان-۱۳۷۴
- جایزه دوم در مسابقه طرح ساختمان کتابخانه ملی ایران- ۱۳۷۴
- تقدیر نامه افتخار (HONORABLE MENTION) به عنوان طرح برگزیده در مسابقه بین‌المللی برای طرح کتابخانه ملی شورای شهر کانسای- کان ژاپن- ۱۳۷۵
- رتبه اول در مسابقه طراحی ساختمان استانداری تهران-۱۳۷۵
- طرح برتر در مسابقه طراحی ساختمان جدید وزارت نیرو- ۱۳۷۵
- لوح تقدیر طرح برگزیده اولین جشنواره مهندسی ساختمان برای طرح بهسازی و نوسازی میدان کهنه و مسجد جامع عتیق اصفهان- ۱۳۷۵
- لوح تقدیر طرح برگزیده اولین جشنواره مهندسی ساختمان برای طرح موزه ملی آب ایران- ۱۳۷۵
- رتبه اول در مسابقه طراحی ساختمان جدید بانک توسعه صادرات ایران- ۱۳۷۶
- رتبه اول در طرح اتصال مجموعه حرم امام رضا (ع) به بافت اطراف- ۱۳۷۷
- طرح برگزیده در مسابقه بین‌المللی طرح موزه تاریخ کالیفرنیا، فرزنو- ۱۳۷۸
- دریافت نشان معماری ایران (استاد پیرنیا) در اولین دوره- ۱۳۷۹
- طرح برگزیده در مسابقه طرح سفارت جمهوری اسلامی ایران در برلین-آلمان-۱۳۷۹
- کسب مقام دوم جایزه بزرگ معمار ۱۳۸۰ برای اثر مجموعه ورزشی رفسنجان
- طرح برگزیده در مسابقه طرح خانه مولانا تهران-۱۳۸۰
- طرح برگزیده در مسابقه مرکز همکاری‌های فناوریهای ریاست جمهوری تهران- ۱۳۸۰
- لوح تقدیر رئیس مجمع تشخیص مصلحت نظام هاشمی رفسنجانی برای مجموعه ورزشی رفسنجان – ۱۳۸۰
- لوح تقدیر جامعه مهندسان مشاور ایران، برای شناسایی و معرفی معماری ایران- ۱۳۸۰
- برنده جایزه مهراز- ۱۳۸۱
- انتخاب شده به عنوان پیشکسوت معماری توسط سازمان نظام مهندسی ساختمان کشور- ۱۳۸۱
- کسب مقام اول جایزه بزرگ معمار ۱۳۸۲ برای اثر کانون وکلای دادگستری مرکز
- رتبه دوم در مسابقه بزرگ طرح مجموعه آتی سنتر- تهران- ۱۳۸۲
- دریافت لقب شهروند افتخاری اصفهان- ۱۳۸۳
- دریافت لوح تقدیر و تندیس از جامعه مهندسان مشاور ایران- ۱۳۸۳
- دریافت نشان درجه یک فرهنگ و هنر از رئیس‌جمهور وقت – ۱۳۸۳
- تقدیر نامه افتخار (HONORABLE MENTION) به عنوان طرح برگزیده در مسابقه بین‌المللی طرح ساختمان کنفرانس کشورهای اسلامی در جده- عربستان – ۱۳۸۴
- دریافت نشان معماری ایران از انجمن مفاخر معماری ایران- 1385.[۷]